# Johann Christoph von Freyberg-Eisenberg

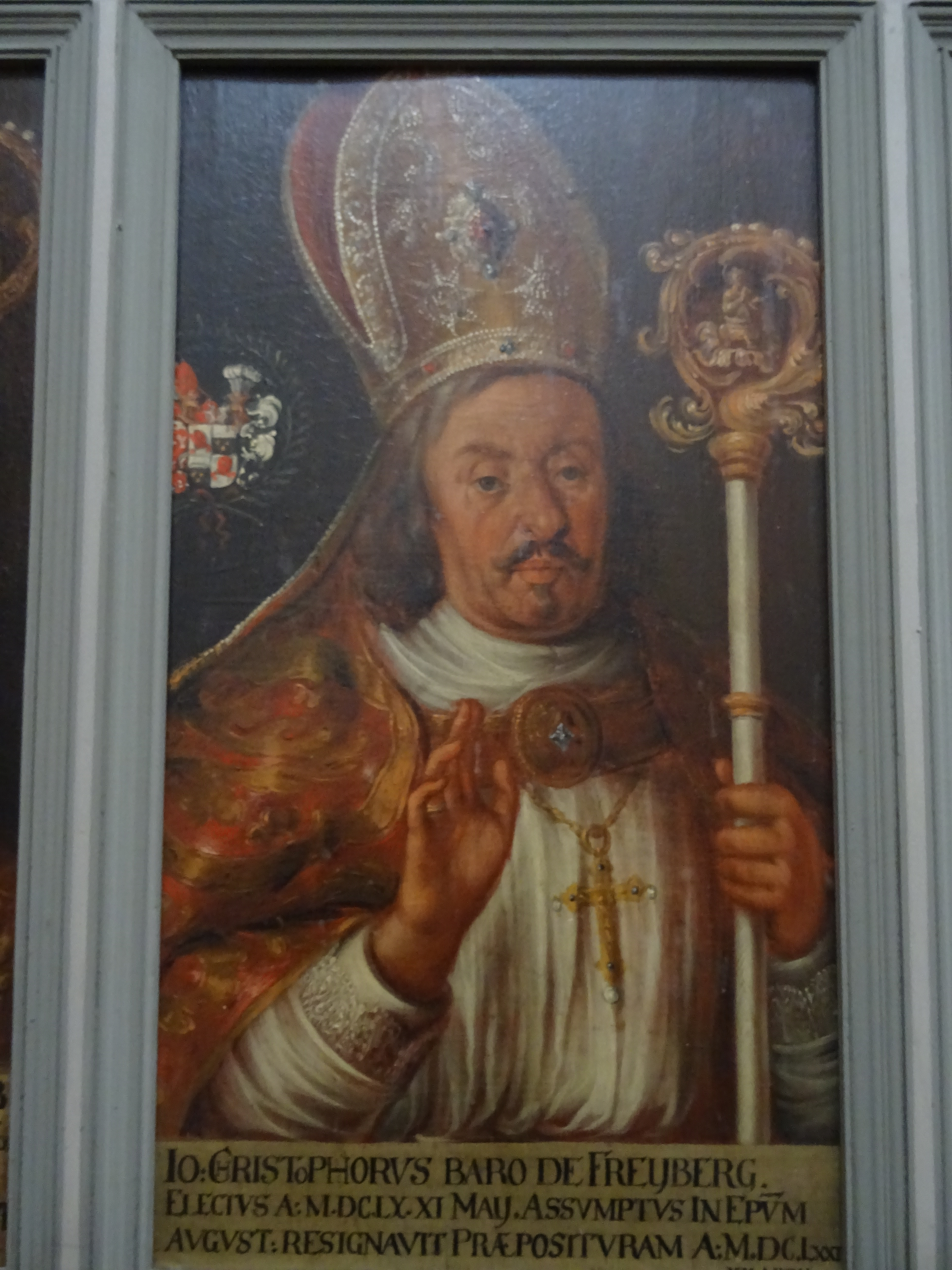
Johann Christoph von Freyberg-Eisenberg an der Tafel der Äbte und Fürstpröbste in der Basilika St. Vitus (Ellwangen)

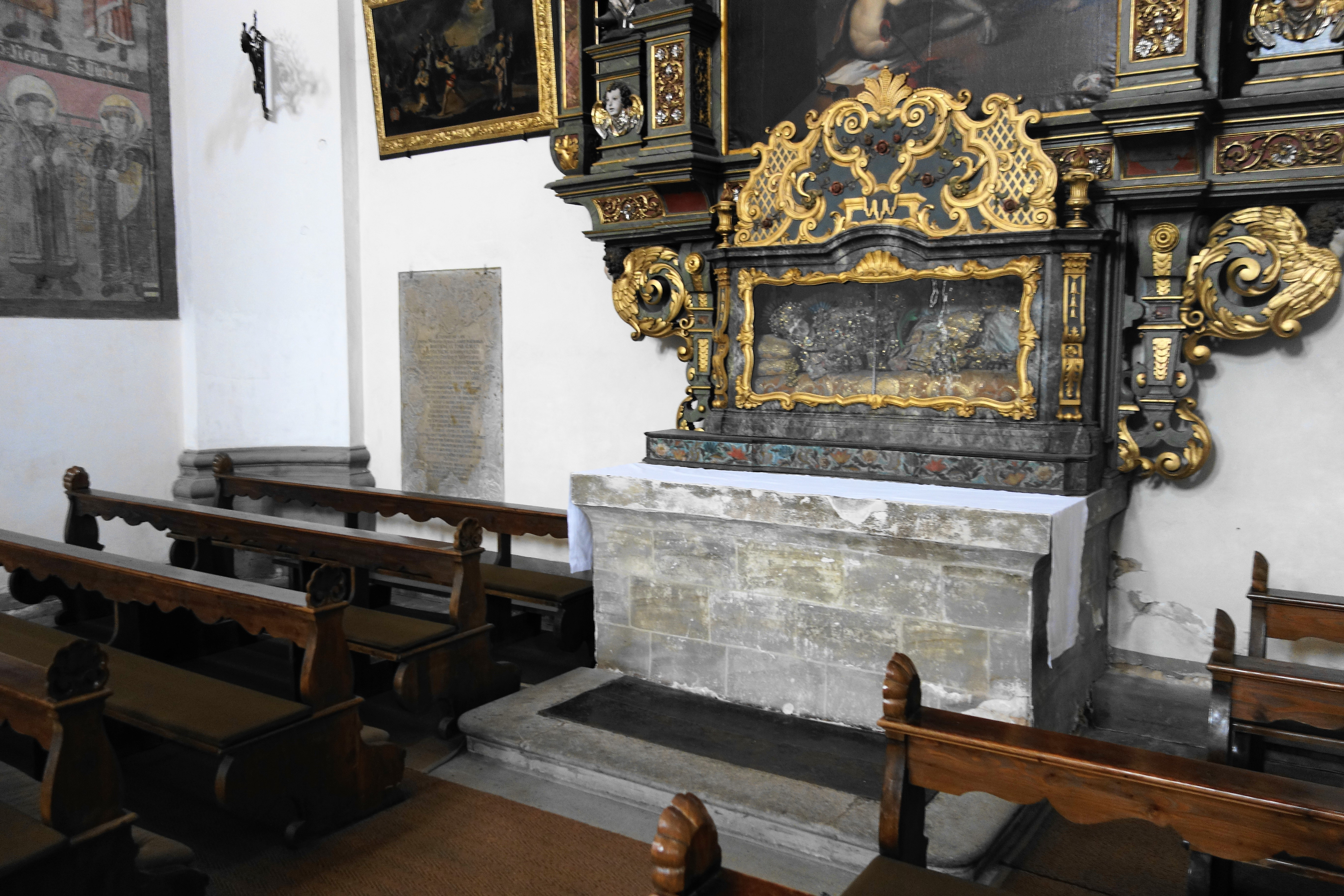
Grab in der Basilika Sankt Veit in Ellwangen.

Johann Christoph von Freyberg-Eisenberg (* 1551; † 24. Dezember 1620 in Ellwangen) war im 17. Jahrhundert ein Fürstpropst der Fürstpropstei Ellwangen.

## Leben
Seine Eltern waren Hans Sigmund von Freyberg zu Hopferau, Pfleger in Rettenberg, und Sybilla von Knöringen. Sein Onkel war der Augsburger und Ellwanger Kanoniker Christoph von Freyberg († 1584), der bereits vor ihm Ellwanger Stiftspropst war.
Am 8. August 1561 erhielt der etwa 10-jährige Johann Christoph das Kanonikat in Ellwangen für den resignierten Augsburger Domherrn und Ellwanger Kanoniker Marquard von Bienzenau. Mit etwa 12 Jahren wurde er am 1. November 1563 an der Universität Dillingen immatrikuliert. 1575 weilte er zu Studienzwecken in Löwen. Nach Abschluss seiner Studien wurde er 1576 in der Propstei Ellwangen (stimmberechtigter) Kapitular; das Kapitel bestand seit der Umwandlung in ein weltliches, reichsunmittelbares Stift im Jahre 1460 aus jeweils zwölf adeligen Chorherren und dem gefürsteten Propst. 1584/85 war er für ein Jahr Scholaster der Propstei. Nachdem Propst Johann Christoph von Westerstetten Ende Dezember 1612 zum Bischof von Eichstätt gewählt worden war und deshalb am 8. März 1613 auf die Propstei Ellwangen verzichtete, wurde von Freyberg-Eisenberg am 20. März 1613 vom Kapitel als Nachfolger gewählt und bezog das Ellwanger Schloss. Unter ihm kam es, wie schon unter seinen beiden Vorgängern, zu Hexenverbrennungen in Ellwangen, die unter ihm 1618 ein Ende fanden.
Nach etwas mehr als siebeneinhalb Jahren starb Fürstpropst von Freyberg-Eisenberg, „ein Mann von fürstlichen Tugenden und außerordentlich strenger Lebensweise“ (Burr, S. 148), unerwartet rasch mit circa 69 Jahren. Er vermachte 6000 Gulden zur Umwandlung der 1611 von den Jesuiten errichteten Missionsstation Ellwangen in ein Jesuitenkolleg mit höherer Schule; dieser sein Wunsch ging wegen des Dreißigjährigen Krieges erst Jahrzehnte später in Erfüllung. Er wurde am 29. Dezember 1620 bestattet; seine Grabplatte mit seinem Wappen (Feld 1 und 4 die Mitra der Propstei, Feld 2 und 3 die drei Kugeln derer von Freyberg) befindet sich im Boden des nördlichen Querschiffs der ehemaligen Klosterkirche, der heutigen Basilika St. Vitus, nahe am Grab seines Onkels Christoph von Freyberg.
Insgesamt waren 20 Personen des Adelsgeschlechts von Freyberg-Eisenberg-Justingen-Öpfingen-Hürbel Kanoniker der fürstlichen Propstei Ellwangen.